# Steigentunnel
Der Steigentunnel (norwegisch Steigentunnelen) ist ein einröhriger Straßentunnel zwischen Tømmerneset in der Kommune Hamarøy und Forsan in der Kommune Steigen in der norwegischen Provinz Nordland. Der Tunnel im Verlauf des Fylkesvei 835 ist 8092 Meter lang. Er ersetzte die Fährverbindungen Skutvik / Bogøy und Røsvik / Nordfold.
Im Tunnel besteht laut einer Studie von SINTEF erhöhte Gefahr von beschlagenen Fahrzeugscheiben durch Kondenswasser.
2009 wurde der Großteil des verbauten PE-Schaums aus Brandschutzgründen entfernt. Der übrige PE-Schaum wurde mit einer 8 cm dicken Betonschicht gesichert. Eine damals durchgeführte Risikoanalyse ergab, dass es statistisch gesehen alle 129 Jahre zu einem Autobrand im Steigentunnel kommen sollte.
Am 15. Mai 2022 starben vier tschechische Angeltouristen bei einem Unfall in der Mitte des Steigentunnels. Ihr Auto fuhr in den mit Steinen beladenen Anhänger eines langsam fahrenden Traktors, nur einer der fünf Insassen überlebte. Auch der Fahrer des Traktors musste ins Krankenhaus gebracht werden. Der Unfall galt als der schwerste Verkehrsunfall in Norwegen seit 4 Jahren. Ende 2022 war die Unfallursache noch immer unklar, es ist nur bekannt, dass sich der Unfall auf einem geraden und gut beleuchteten Abschnitt ereignete.